# Die Halbzarte
Die Halbzarte ist ein 1958 gedrehter österreichischer Spielfilm von Rolf Thiele mit Romy und Magda Schneider.

## Handlung
Die Mitglieder der kleinbürgerlichen Familie Dassau widmen sich – erfolglos – verschiedenen künstlerischen Tätigkeiten. Während der Vater als Postbeamter in Wien nebenbei Kriminalromane schreibt, die keinen Verlag finden, komponiert die Mutter Lieder, die das gleiche Schicksal erleiden. Der ältesten Tochter Nicole wird für ihre „halbzarten“ Gedichte zwar Talent bescheinigt, aber kein Angebot unterbreitet. Die jüngeren Geschwister malen und jonglieren. Nach dem Vorbild eines unmoralischen Enthüllungsbuchs einer 16-Jährigen schreibt Nicole, beraten von ihrer Schwester Brigitte und dem Vater, ein Theaterstück über das lockere Liebesleben einer 17-Jährigen. Der Vater tritt als Agent seiner Tochter auf, die er als anonyme, angeblich autobiografisch schreibende Schriftstellerin vertritt.
Das Stück wird vom Theater angenommen, die Familie kann sich in der Folge manchen materiellen Traum erfüllen. Mr. Dott, ein amerikanischer Produzent, interessiert sich für das Stück und will die Filmrechte erwerben. Bedingung ist, dass die Anonymität gebrochen wird, jedenfalls ihm gegenüber. Nicole lässt sich auf ein Treffen mit Dott in dessen Theaterloge ein. Am Ende der Vorstellung lüftet die Hauptdarstellerin das Inkognito, worauf Nicole von jugendlichen Fans in einen Club entführt wird. Dott befreit sie und versucht, sich ihr bei einem Essen zu nähern. Nach ihrer Flucht in die elterliche Wohnung sucht Dott sie auf und bietet die geschäftliche Beziehung unter der Bedingung an, dass Nicole mit nach Amerika kommt. Sie lässt sich auf ein Rendezvous mit Dott ein. Dott, der ein „Mädchen ohne Vergangenheit“ als Frau für das Leben sucht, und Nicole verlieben sich auf dem Riesenrad im Wiener Prater. Einige weitere komödiantische Umstände später sind die beiden ein Paar.

## Aufführungen
Die Erstaufführung fand am 11. Februar 1959 im Stachus-Filmpalast in München statt. Die Erstausstrahlung im Deutschen Fernsehen erfolgte am 11. Januar 1989 auf DFF2. Der Film trat im Wettbewerb der Internationalen Filmfestspiele von Cannes 1959 an.

## Produktionsnotizen
Ursprünglich sollten alle Dekorationen und Kostüme in außergewöhnlichen Farben von der Malerin Bele Bachem gestaltet werden. Es kam zum Streit mit den Filmarchitekten Otto Pischinger und Herta Hareiter, die Bachems Ideen umsetzen sollten, aber von ihren Entwürfen abwichen.
Rolf Kästel führte die Kamera unter Chefkameramann Klaus von Rautenfeld. Herbert Janeczka zeichnete für die Tonmischung verantwortlich. Die Liedtexte zu Hans-Martin Majewskis Musik lieferte Georg Kreisler.

## Freigabe
Die ursprüngliche Altersfreigabe vom 5. Februar 1959 erfolgte ab 18 Jahren und ohne Feiertagsfreigabe. Nach der Überprüfung im Jahr 1997 ist der Film ohne Altersbeschränkung und auch an Feiertagen freigegeben.